# Hymenophyllum rolandi-principis
Hymenophyllum rolandi-principis är en hinnbräkenväxtart som beskrevs av Eduard Rosenstock. Hymenophyllum rolandi-principis ingår i släktet Hymenophyllum och familjen Hymenophyllaceae. Inga underarter finns listade.